# Kevin Correia
Pour les articles homonymes, voir Correia.
Kevin John Correia (né le 24 août 1980 à San Diego, Californie, États-Unis) est un lanceur droitier de baseball qui évolue dans les Ligues majeures de 2003 à 2015. Il compte une sélection au match des étoiles, en 2011 comme représentant des Pirates de Pittsburgh.

## Carrière

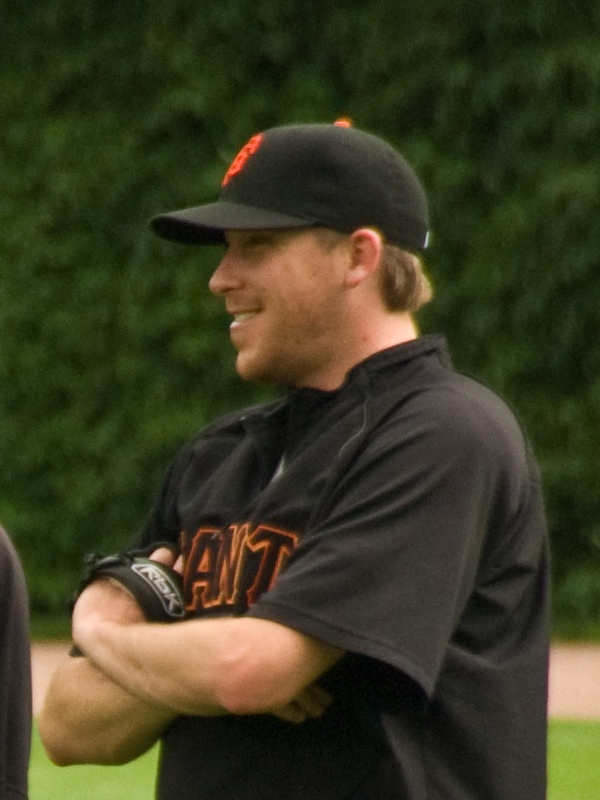
Kevin Correia est surtout employé comme releveur par les Giants.

### Giants de San Francisco
Après des études secondaires à la Grossmont High School de La Mesa (Californie), Kevin Correia suit des études supérieures au Grossmont College puis à l'Université d'État polytechnique de Californie où il porte les couleurs des Mustangs de Cal Poly.
Il est repêché le 5 juin 2001 par les Cardinals de Saint-Louis au 23e tour de sélection. Il repousse l'offre et poursuit ses études universitaires.
Correia rejoint les rangs professionnels à l'issue du repêchage amateur du 4 juin 2002 par les Giants de San Francisco au quatrième tour de sélection. Il perçoit un bonus de 105 000 dollars à la signature de son premier contrat professionnel le 9 juillet 2002.
Il passe une saison en Ligues mineures avant d'effectuer ses débuts en Ligue majeure le 10 juillet 2003. Principalement lanceur partant en 2003, 2005 et 2008, il est plus souvent lanceur de relève en 2004, 2006 et 2007.

### Padres de San Diego
Devenu agent libre après la saison 2008, il signe chez les Padres de San Diego le 24 décembre 2008 où il évolue comme lanceur partant.

### Pirates de Pittsburgh

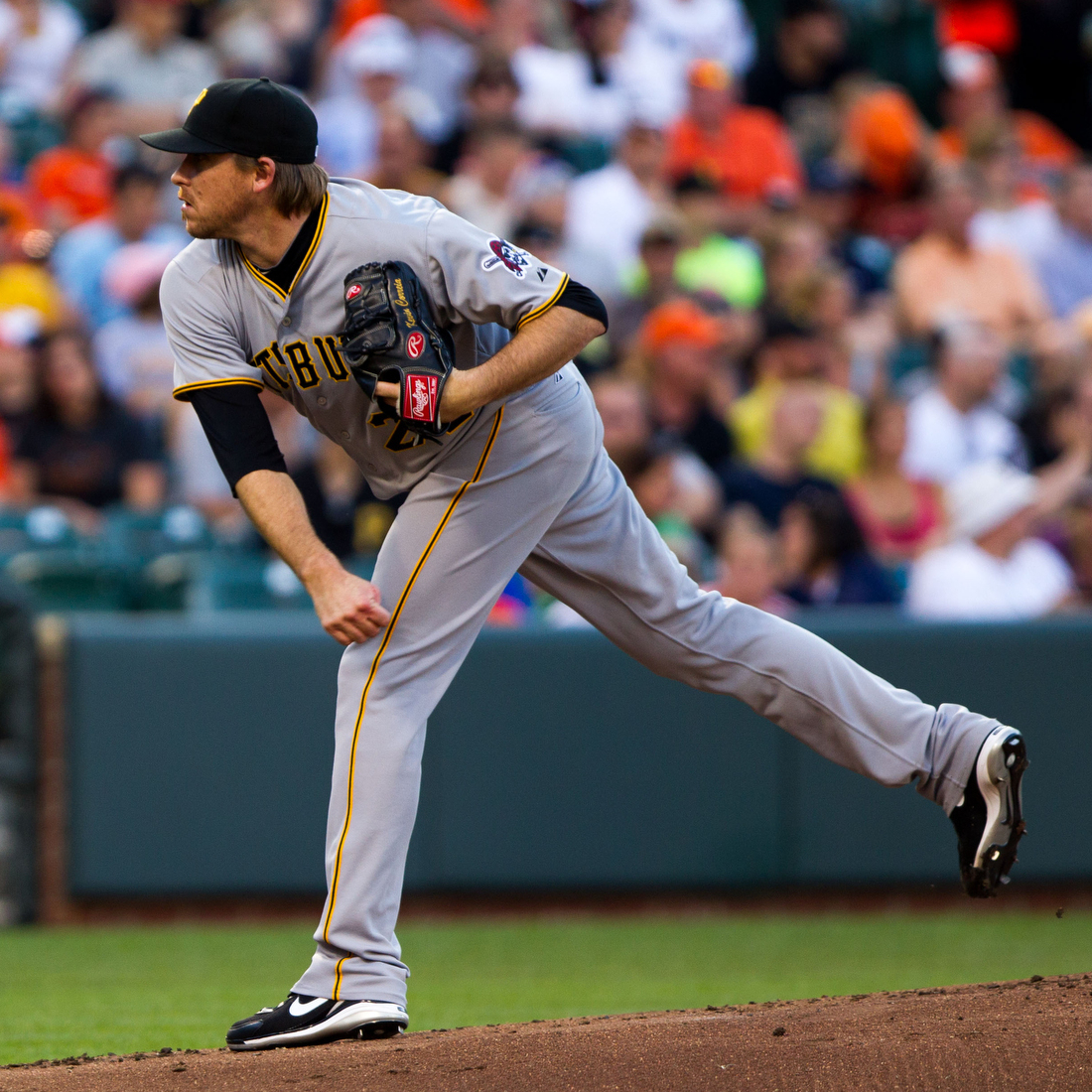
Kevin Correia au monticule pour les Pirates le 13 juin 2012.

Agent libre à l'issue de la saison 2010, Correia signe chez les Pirates le 17 décembre 2010. Il s'engage pour deux saisons contre huit millions de dollars. Il connaît un bon départ chez les Pirates : le 1er juin 2011, il est le premier lanceur de la saison à atteindre les huit victoires, dont sept ont été obtenues lors de matchs sur la route. Sa fiche est cependant de 4-7 à partir de cette date et sa moyenne de points mérités de 3,40 grimpe à 4,79. Placé sur la liste des blessés après le match du 19 août, il ne joue plus du reste de la saison et termine l'année avec 12 victoires contre 11 défaites. Il est le lanceur des Pirates qui remporte le plus de matchs en 2011. Les belles performances de Correia en première demie lui valent d'être invité en juillet à son premier match des étoiles.
En 2012, Correia abaisse sa moyenne de points mérités à 4,21 en 171 manches au monticule. Il remporte 12 parties contre 11 défaites, une fiche identique à celle de la saison précédente. Il perd cependant sa place dans la rotation de lanceurs partants de l'équipe après l'acquisition à la fin juillet de Wandy Rodriguez des Astros de Houston, ce qui l'amène à demander au club de l'échanger. Les Pirates n'acquiescent pas à sa demande mais Correia effectue néanmoins 9 autres départs après l'arrivée de Rodrigues. Il devient agent libre lorsque la saison se termine.

### Twins du Minnesota
Le 13 décembre 2012, le droitier signe un contrat de 10 millions de dollars pour deux saisons avec les Twins du Minnesota. Il mène Minnesota en 2013 pour les départs (31), les manches lancées (185 et un tiers), les victoires (9) et les retraits sur des prises (101, à égalité avec Mike Pelfrey. Il encaisse 13 défaites et affiche une moyenne de points mérités de 4,18.
En 2014, sa moyenne chez les Twins s'élève à 4,94 en 129 manches et un tiers lancées, avec 61 retraits sur des prises en 23 départs. Gagnant de 5 matchs, il est au moment d'être échangé le meneur des Ligues majeures avec 13 défaites,.

### Dodgers de Los Angeles
Le 9 août 2014, les Twins transfèrent Correia aux Dodgers de Los Angeles contre un montant d'argent à déterminer ou un joueur à nommer plus tard. En 3 départs et 6 apparitions en relève pour les Dodgers, il accorde 28 points, dont 22 mérités, en 24 manches et deux tiers lancées. Il termine sa saison 2014 avec une moyenne de points mérités de 5,44 en 154 manches lancées au total en 32 matchs pour Minnesota et Los Angeles. Gagnant de 7 parties, il encaisse 17 défaites, le deuxième plus haut total des majeures.

### Mariners de Seattle
Le 9 mars 2015, Correia signe un contrat des ligues mineures avec les Mariners de Seattle. Il est libéré le 30 mars suivant, dans les derniers jours de l'entraînement de printemps.

### Phillies de Philadelphie
Correia signe un contrat des ligues mineures avec les Giants de San Francisco le 5 avril 2015 et est assigné pour quelques matchs à leur club-école de Sacramento avant d'être libéré de son contrat.
Il rejoint les Phillies de Philadelphie le 8 juin 2015 et fait quatre jours plus tard ses débuts avec eux.